# 313892 Furnish
313892 Furnish este o planetă minoră (asteroid) din centura de asteroizi. A fost descoperită pe 8 mai 2004 la Table Mountain Observatory⁠(d) de James Whitney Young⁠(d). 
Obiectul prezintă o orbită caracterizată de o semiaxă mare de 2,6161668251428 UAi, o excentricitate de 0,22241517170713, o înclinație de 13,209648289839 ° în raport cu ecliptica.